# Olympische Sommerspiele 2020/Teilnehmer (Schweiz)
| Gelbes Symbol für Goldmedaillen mit stilisierten Olympischen Ringen | Graues Symbol für Silbermedaillen mit stilisierten Olympischen Ringen | Braundes Symbol für Bronzemedaillen mit stilisierten Olympischen Ringen |
| ------------------------------------------------------------------- | --------------------------------------------------------------------- | ----------------------------------------------------------------------- |
| 3                                                                   | 4                                                                     | 6                                                                       |

Die Schweiz nahm an den Olympischen Spielen 2020 vom 23. Juli bis zum 8. August 2021 in Tokio teil. Es war die insgesamt 29. Teilnahme an Olympischen Sommerspielen. Für die Schweiz gingen insgesamt 107 Athletinnen und Athleten an den Start.

## Medaillengewinner

### Gold
| Name           | Sportart     | Wettkampf                             |
| -------------- | ------------ | ------------------------------------- |
| Jolanda Neff   | Mountainbike | Cross-Country                         |
| Nina Christen  | Schiessen    | Kleinkalibergewehr Dreistellungskampf |
| Belinda Bencic | Tennis       | Dameneinzel                           |

### Silber
| Name                               | Sportart         | Wettkampf        |
| ---------------------------------- | ---------------- | ---------------- |
| Mathias Flückiger                  | Mountainbike     | Cross-Country    |
| Sina Frei                          | Mountainbike     | Cross-Country    |
| Marlen Reusser                     | Strassenradsport | Einzelzeitfahren |
| Belinda Bencic / Viktorija Golubic | Tennis           | Damendoppel      |

### Bronze
| Name                               | Sportart        | Wettkampf           |
| ---------------------------------- | --------------- | ------------------- |
| Nina Christen                      | Schiessen       | 10 m Luftgewehr     |
| Linda Indergand                    | Mountainbike    | Cross-Country       |
| Jérémy Desplanches                 | Schwimmen       | 200 m Lagen         |
| Noè Ponti                          | Schwimmen       | 100 m Schmetterling |
| Nikita Ducarroz                    | Radsport        | BMX-Freestyle       |
| Joana Heidrich / Anouk Vergé-Dépré | Beachvolleyball | Frauen-Turnier      |

## Teilnehmer nach Sportarten

### Badminton
| Athleten       | Wettbewerb | Gruppenphase | Gruppenphase       | Gruppenphase | Gruppenphase | Achtelfinal   | Achtelfinal   | Viertelfinal  | Viertelfinal  | Halbfinal     | Halbfinal     | Final         | Final         | Rang |
| Athleten       | Wettbewerb | Gegner       | Ergebnis           | Punkte       | Rang         | Gegner        | Ergebnis      | Gegner        | Ergebnis      | Gegner        | Ergebnis      | Gegner        | Ergebnis      | Rang |
| -------------- | ---------- | ------------ | ------------------ | ------------ | ------------ | ------------- | ------------- | ------------- | ------------- | ------------- | ------------- | ------------- | ------------- | ---- |
| Frauen         |            |              |                    |              |              |               |               |               |               |               |               |               |               |      |
| Sabrina Jaquet | Einzel     | Tai T.-y.    | 0:2 (7:21, 13:21)  | 0            | 4            | ausgeschieden | ausgeschieden | ausgeschieden | ausgeschieden | ausgeschieden | ausgeschieden | ausgeschieden | ausgeschieden | 15   |
| Sabrina Jaquet | Einzel     | Qi X.        | 0:2 (10:21, 14:21) | 0            | 4            | ausgeschieden | ausgeschieden | ausgeschieden | ausgeschieden | ausgeschieden | ausgeschieden | ausgeschieden | ausgeschieden | 15   |
| Sabrina Jaquet | Einzel     | Nguyễn T. L. | 0:2 (8:21, 17:21)  | 0            | 4            | ausgeschieden | ausgeschieden | ausgeschieden | ausgeschieden | ausgeschieden | ausgeschieden | ausgeschieden | ausgeschieden | 15   |

### Beachvolleyball
| Athleten                         | Gruppenphase           | Gruppenphase              | Gruppenphase | Gruppenphase | Achtelfinal            | Achtelfinal               | Viertelfinal           | Viertelfinal              | Halbfinal       | Halbfinal          | Final                 | Final              | Rang   |
| Athleten                         | Gegner                 | Ergebnis                  | Punkte       | Rang         | Gegner                 | Ergebnis                  | Gegner                 | Ergebnis                  | Gegner          | Ergebnis           | Gegner                | Ergebnis           | Rang   |
| -------------------------------- | ---------------------- | ------------------------- | ------------ | ------------ | ---------------------- | ------------------------- | ---------------------- | ------------------------- | --------------- | ------------------ | --------------------- | ------------------ | ------ |
| Frauen                           |                        |                           |              |              |                        |                           |                        |                           |                 |                    |                       |                    |        |
| Nina Betschart Tanja Hüberli     | Kozuch / Ludwig        | 2:1 (23:25, 22:20, 16:14) | 6            | 1            | Heidrich / Vergé-Dépré | 1:2 (12:21, 21:19, 21:23) | ausgeschieden          | ausgeschieden             | ausgeschieden   | ausgeschieden      | ausgeschieden         | ausgeschieden      | 9      |
| Nina Betschart Tanja Hüberli     | Hermannová / Sluková   | w.o. (2:0 (21:0, 21:0))   | 6            | 1            | Heidrich / Vergé-Dépré | 1:2 (12:21, 21:19, 21:23) | ausgeschieden          | ausgeschieden             | ausgeschieden   | ausgeschieden      | ausgeschieden         | ausgeschieden      | 9      |
| Nina Betschart Tanja Hüberli     | Ishii / Murakami       | 2:1 (14:21, 21:19, 15:12) | 6            | 1            | Heidrich / Vergé-Dépré | 1:2 (12:21, 21:19, 21:23) | ausgeschieden          | ausgeschieden             | ausgeschieden   | ausgeschieden      | ausgeschieden         | ausgeschieden      | 9      |
| Joana Heidrich Anouk Vergé-Dépré | Borger / Sude          | 2:1 (21:8, 21:23, 15:6)   | 5            | 2            | Betschart / Hüberli    | 2:1 (21:12, 19:21, 23:21) | Ana Patrícia / Rebecca | 2:1 (21:19, 18:21, 15:12) | Klineman / Ross | 0:2 (12:21, 11:21) | Graudiņa / Kravčenoka | 2:0 (21:19, 21:15) | Bronze |
| Joana Heidrich Anouk Vergé-Dépré | Stam / Schoon          | 2:0 (22:20, 21:18)        | 5            | 2            | Betschart / Hüberli    | 2:1 (21:12, 19:21, 23:21) | Ana Patrícia / Rebecca | 2:1 (21:19, 18:21, 15:12) | Klineman / Ross | 0:2 (12:21, 11:21) | Graudiņa / Kravčenoka | 2:0 (21:19, 21:15) | Bronze |
| Joana Heidrich Anouk Vergé-Dépré | Pavan / Humana-Paredes | 0:2 (13:21, 22:24)        | 5            | 2            | Betschart / Hüberli    | 2:1 (21:12, 19:21, 23:21) | Ana Patrícia / Rebecca | 2:1 (21:19, 18:21, 15:12) | Klineman / Ross | 0:2 (12:21, 11:21) | Graudiņa / Kravčenoka | 2:0 (21:19, 21:15) | Bronze |
| Männer                           |                        |                           |              |              |                        |                           |                        |                           |                 |                    |                       |                    |        |
| Adrian Heidrich Mirco Gerson     | Ahmed / Cherif         | 0:2 (17:21, 16:21)        | 4            | 3            | ausgeschieden          | ausgeschieden             | ausgeschieden          | ausgeschieden             | ausgeschieden   | ausgeschieden      | ausgeschieden         | ausgeschieden      | 17     |
| Adrian Heidrich Mirco Gerson     | Bourne / Gibb          | 0:2 (19:21, 21:23)        | 4            | 3            | ausgeschieden          | ausgeschieden             | ausgeschieden          | ausgeschieden             | ausgeschieden   | ausgeschieden      | ausgeschieden         | ausgeschieden      | 17     |
| Adrian Heidrich Mirco Gerson     | Carambula / Rossi      | 2:1 (21:14, 24:26, 15:13) | 4            | 3            | ausgeschieden          | ausgeschieden             | ausgeschieden          | ausgeschieden             | ausgeschieden   | ausgeschieden      | ausgeschieden         | ausgeschieden      | 17     |
| Adrian Heidrich Mirco Gerson     | Grimalt / Grimalt *    | 0:2 (17:21, 18:21)        | Play-off     | Play-off     | ausgeschieden          | ausgeschieden             | ausgeschieden          | ausgeschieden             | ausgeschieden   | ausgeschieden      | ausgeschieden         | ausgeschieden      | 17     |

* Lucky-Loser-Play-off

### Fechten
| Athleten                                                     | Wettbewerb       | 1. Runde   | 1. Runde | 2. Runde      | 2. Runde      | Achtelfinal   | Achtelfinal   | Viertelfinal  | Viertelfinal  | Halbfinal / Klassifikation | Halbfinal / Klassifikation | Final / Platzierung | Final / Platzierung | Rang |
| Athleten                                                     | Wettbewerb       | Gegner     | Ergebnis | Gegner        | Ergebnis      | Gegner        | Ergebnis      | Gegner        | Ergebnis      | Gegner                     | Ergebnis                   | Gegner              | Ergebnis            | Rang |
| ------------------------------------------------------------ | ---------------- | ---------- | -------- | ------------- | ------------- | ------------- | ------------- | ------------- | ------------- | -------------------------- | -------------------------- | ------------------- | ------------------- | ---- |
| Männer                                                       |                  |            |          |               |               |               |               |               |               |                            |                            |                     |                     |      |
| Max Heinzer                                                  | Degen Einzel     | –          | –        | R. Switschkar | 15:11         | I. Rejslin    | 12:15         | ausgeschieden | ausgeschieden | ausgeschieden              | ausgeschieden              | ausgeschieden       | ausgeschieden       | 13   |
| Michele Niggeler                                             | Degen Einzel     | Y. Ramirez | 6:15     | ausgeschieden | ausgeschieden | ausgeschieden | ausgeschieden | ausgeschieden | ausgeschieden | ausgeschieden              | ausgeschieden              | ausgeschieden       | ausgeschieden       | 35   |
| Benjamin Steffen                                             | Degen Einzel     | P. Suchow  | 15:12    | I. Rejslin    | 11:15         | ausgeschieden | ausgeschieden | ausgeschieden | ausgeschieden | ausgeschieden              | ausgeschieden              | ausgeschieden       | ausgeschieden       | 29   |
| Max Heinzer Michele Niggeler Benjamin Steffen Lucas Malcotti | Degen Mannschaft | –          | –        | –             | –             | Südkorea      | 39:44         | –             | –             | Frankreich                 | 37:45                      | Italien             | 34:36               | 8    |

### Golf
| Athleten          | Runde 1 | Runde 2 | Runde 3 | Runde 4 | Gesamt | Par | Rang |
| ----------------- | ------- | ------- | ------- | ------- | ------ | --- | ---- |
| Frauen            |         |         |         |         |        |     |      |
| Kim Métraux       | 74      | 70      | 74      | 73      | 291    | +7  | 54   |
| Albane Valenzuela | 71      | 69      | 67      | 69      | 276    | −8  | T18  |

### Judo
| Athleten        | Wettbewerb | 1. Runde     | 1. Runde | 2. Runde      | 2. Runde      | Viertelfinal  | Viertelfinal  | Halbfinal / Trostrunde | Halbfinal / Trostrunde | Final / Platz 3 | Final / Platz 3 | Rang |
| Athleten        | Wettbewerb | Gegner       | Ergebnis | Gegner        | Ergebnis      | Gegner        | Ergebnis      | Gegner                 | Ergebnis               | Gegner          | Ergebnis        | Rang |
| --------------- | ---------- | ------------ | -------- | ------------- | ------------- | ------------- | ------------- | ---------------------- | ---------------------- | --------------- | --------------- | ---- |
| Frauen          |            |              |          |               |               |               |               |                        |                        |                 |                 |      |
| Fabienne Kocher | bis 52 kg  | A. Perez Box | 1:0      | L. Sosorbaram | 1s1:0         | R. Pupp       | 10:0          | A. Buchard             | 0:10                   | C. Giles        | 0:11            | 5    |
| Männer          |            |              |          |               |               |               |               |                        |                        |                 |                 |      |
| Nils Stump      | bis 73 kg  | A. Gjakova   | 0:11s1   | ausgeschieden | ausgeschieden | ausgeschieden | ausgeschieden | ausgeschieden          | ausgeschieden          | ausgeschieden   | ausgeschieden   | 17   |

### Kanu

#### Kanuslalom
| Athleten        | Wettbewerb | Vorlauf  | Vorlauf | Halbfinal | Halbfinal | Final         | Final         | Rang |
| Athleten        | Wettbewerb | Zeit     | Rang    | Zeit      | Rang      | Zeit          | Rang          | Rang |
| --------------- | ---------- | -------- | ------- | --------- | --------- | ------------- | ------------- | ---- |
| Frauen          |            |          |         |           |           |               |               |      |
| Naemi Brändle   | K-1        | 135,00 s | 24      | 121,91 s  | 18        | ausgeschieden | ausgeschieden | 18   |
| Alena Marx      | C-1        | 120,12 s | 16      | 163,09 s  | 16        | ausgeschieden | ausgeschieden | 16   |
| Männer          |            |          |         |           |           |               |               |      |
| Thomas Koechlin | C-1        | 104,57 s | 12      | 111,20 s  | 13        | ausgeschieden | ausgeschieden | 13   |
| Martin Dougoud  | K-1        | 93,70 s  | 14      | 99,28 s   | 13        | ausgeschieden | ausgeschieden | 13   |

### Karate

#### Kumite
| Athleten      | Wettbewerb | Ausscheidungsrunde | Ausscheidungsrunde | Ausscheidungsrunde | Ausscheidungsrunde | Halbfinal     | Halbfinal     | Final         | Final         | Rang |
| Athleten      | Wettbewerb | Gegner             | Ergebnis           | Punkte             | Rang               | Gegner        | Ergebnis      | Gegner        | Ergebnis      | Rang |
| ------------- | ---------- | ------------------ | ------------------ | ------------------ | ------------------ | ------------- | ------------- | ------------- | ------------- | ---- |
| Frauen        |            |                    |                    |                    |                    |               |               |               |               |      |
| Elena Quirici | über 61 kg | L. Matoub          | 2:1                | 5                  | 3                  | ausgeschieden | ausgeschieden | ausgeschieden | ausgeschieden | 5    |
| Elena Quirici | über 61 kg | F. Abdelaziz       | 3:3 Senshu         | 5                  | 3                  | ausgeschieden | ausgeschieden | ausgeschieden | ausgeschieden | 5    |
| Elena Quirici | über 61 kg | H. Abbasali        | 4:0                | 5                  | 3                  | ausgeschieden | ausgeschieden | ausgeschieden | ausgeschieden | 5    |
| Elena Quirici | über 61 kg | Gong L.            | 1:1                | 5                  | 3                  | ausgeschieden | ausgeschieden | ausgeschieden | ausgeschieden | 5    |

### Leichtathletik
Laufen und Gehen 
| Athleten                                                       | Wettbewerb   | Runde 1     | Runde 1 | Halbfinal     | Halbfinal     | Final         | Final         | Rang          |
| Athleten                                                       | Wettbewerb   | Zeit        | Rang    | Zeit          | Rang          | Zeit          | Rang          | Rang          |
| -------------------------------------------------------------- | ------------ | ----------- | ------- | ------------- | ------------- | ------------- | ------------- | ------------- |
| Frauen                                                         |              |             |         |               |               |               |               |               |
| Ajla Del Ponte                                                 | 100 m        | 10,91 s     | 4       | 11,01 s       | 9             | 10,97 s       | 5             | 5             |
| Salomé Kora                                                    | 100 m        | 11,25 s     | 5       | ausgeschieden | ausgeschieden | ausgeschieden | ausgeschieden | ausgeschieden |
| Mujinga Kambundji                                              | 100 m        | 10,95 s     | 5       | 10,96 s       | 5             | 10,99 s       | 6             | 6             |
| Mujinga Kambundji                                              | 200 m        | 22,26 s     | 4       | 22,26 s       | 7             | 22,30 s       | 7             | 7             |
| Lore Hoffmann                                                  | 800 m        | 2:02,05 min | 3       | 1:59,38 min   | 4             | ausgeschieden | ausgeschieden | ausgeschieden |
| Delia Sclabas                                                  | 800 m        | 2:03,03 min | 6       | ausgeschieden | ausgeschieden | ausgeschieden | ausgeschieden | ausgeschieden |
| Ditaji Kambundji                                               | 100 m Hürden | 13,17 s     | 8       | ausgeschieden | ausgeschieden | ausgeschieden | ausgeschieden | ausgeschieden |
| Yasmin Giger                                                   | 400 m Hürden | 57,03 s     | 6       | ausgeschieden | ausgeschieden | ausgeschieden | ausgeschieden | ausgeschieden |
| Léa Sprunger                                                   | 400 m Hürden | 54,74 s     | 6       | 55,12 s       | 4             | ausgeschieden | ausgeschieden | ausgeschieden |
| Fabienne Schlumpf                                              | Marathon     | —           | —       | —             | —             | 2:31,36 h     | 12            | 12            |
| Martina Strähl                                                 | Marathon     | —           | —       | —             | —             | 2:39,35 h     | 51            | 51            |
| Riccarda Dietsche Ajla Del Ponte Mujinga Kambundji Salomé Kora | 4 × 100 m    | 42,05 s     | 4       | -             | -             | 42,08 s       | 4             | 4             |
| Léa Sprunger Silke Lemmens Rachel Pellaud Yasmin Giger         | 4 × 400 m    | 3:25,90 min | 6       | -             | -             | ausgeschieden | ausgeschieden | ausgeschieden |
| Männer                                                         |              |             |         |               |               |               |               |               |
| Silvan Wicki                                                   | 100 m        | 10,28 s     | 6       | ausgeschieden | ausgeschieden | ausgeschieden | ausgeschieden | ausgeschieden |
| Alex Wilson                                                    | 100 m        |             |         |               |               |               |               |               |
| Alex Wilson                                                    | 200 m        |             |         |               |               |               |               |               |
| William Reais                                                  | 200 m        | 20,51 s     | 3       | 20,44 s       | 5             | ausgeschieden | ausgeschieden | ausgeschieden |
| Ricky Petrucciani                                              | 400 m        | 45,64 s     | 3       | 45,26 s       | 6             | ausgeschieden | ausgeschieden | ausgeschieden |
| Jonas Raess                                                    | 5000 m       | —           | —       | 13:43,52 min  | 11            | ausgeschieden | ausgeschieden | ausgeschieden |
| Julien Wanders                                                 | 10'000 m     | —           | —       | —             | —             | 28:25,29 min  | 21            | 21            |
| Jason Joseph                                                   | 110 m Hürden | 13,31 s     | 2       | 13,46 s       | 5             | ausgeschieden | ausgeschieden | ausgeschieden |
| Kariem Hussein                                                 | 400 m Hürden |             |         |               |               |               |               |               |
| Tadesse Abraham                                                | Marathon     | -           | -       | -             | -             | DNF           | DNF           | DNF           |

Springen und Werfen
| Athleten       | Wettbewerb     | Qualifikation | Qualifikation | Final         | Final         | Rang |
| Athleten       | Wettbewerb     | Weite/Höhe    | Rang          | Weite/Höhe    | Rang          | Rang |
| -------------- | -------------- | ------------- | ------------- | ------------- | ------------- | ---- |
| Frauen         |                |               |               |               |               |      |
| Salome Lang    | Hochsprung     | 1,86 m        | 22            | ausgeschieden | ausgeschieden | 22   |
| Andrina Hodel  | Stabhochsprung | 4,25 m        | 24            | ausgeschieden | ausgeschieden | 24   |
| Angelica Moser | Stabhochsprung | 4,40 m        | 20            | ausgeschieden | ausgeschieden | 20   |
| Männer         |                |               |               |               |               |      |
| Loïc Gasch     | Hochsprung     | 2,21 m        | 23            | ausgeschieden | ausgeschieden | 23   |

### Radsport

#### Bahnradsport
| Athleten                                                                                  | Wettbewerb            | Qualifikation | Qualifikation | Erste Runde  | Erste Runde | Finals       | Finals | Rang |
| Athleten                                                                                  | Wettbewerb            | Zeit/Punkte   | Rang          | Zeit/Punkte  | Rang        | Zeit/Punkte  | Rang   | Rang |
| ----------------------------------------------------------------------------------------- | --------------------- | ------------- | ------------- | ------------ | ----------- | ------------ | ------ | ---- |
| Männer                                                                                    |                       |               |               |              |             |              |        |      |
| Robin Froidevaux Théry Schir                                                              | Madison               | —             | —             | —            | —           | 8            | 7      | 7    |
| Stefan Bissegger Robin Froidevaux Mauro Schmid Théry Schir Valère Thiébaud Cyrille Thièry | Mannschaftsverfolgung | 3:51,514 min  | 8             | 3:49,111 min | 7           | 3:50,041 min | 8      | 8    |

Omnium
| Athleten    | Wettbewerb | Scratch | Scratch | Temporennen | Temporennen | Ausscheidungs- fahren | Ausscheidungs- fahren | Punkte- fahren | Punkte- fahren | Punkte | Rang |
| Athleten    | Wettbewerb | Punkte  | Rang    | Zeit        | Rang        | Punkte                | Rang                  | Punkte         | Zieleinlauf    | Punkte | Rang |
| ----------- | ---------- | ------- | ------- | ----------- | ----------- | --------------------- | --------------------- | -------------- | -------------- | ------ | ---- |
| Männer      |            |         |         |             |             |                       |                       |                |                |        |      |
| Théry Schir | Omnium     | 24      | 9       | 34          | 4           | 36                    | 3                     | 15             | 4              | 109    | 7    |

#### BMX
| Athleten       | Wettbewerb | Viertelfinal | Viertelfinal | Halbfinal     | Halbfinal     | Final         | Final         | Rang |
| Athleten       | Wettbewerb | Punkte       | Rang         | Punkte        | Rang          | Zeit          | Rang          | Rang |
| -------------- | ---------- | ------------ | ------------ | ------------- | ------------- | ------------- | ------------- | ---- |
| Frauen         |            |              |              |               |               |               |               |      |
| Zoé Claessens  | BMX-Rennen | 7            | 2            | 17            | 7             | ausgeschieden | ausgeschieden | 14   |
| Männer         |            |              |              |               |               |               |               |      |
| David Graf     | BMX-Rennen | 6            | 2            | 18            | 5             | ausgeschieden | ausgeschieden | 11   |
| Simon Marquart | BMX-Rennen | 14           | 5            | ausgeschieden | ausgeschieden | ausgeschieden | ausgeschieden | 19   |

| Athleten        | Wettbewerb | Qualifikation | Qualifikation | Final  | Final  |
| Athleten        | Wettbewerb | Punkte        | Rang          | Punkte | Rang   |
| --------------- | ---------- | ------------- | ------------- | ------ | ------ |
| Frauen          |            |               |               |        |        |
| Nikita Ducarroz | Freestyle  | 83,55         | 3             | 89,20  | Bronze |

#### Mountainbike
| Athleten          | Wettbewerb    | Zeit      | Rang   |
| ----------------- | ------------- | --------- | ------ |
| Frauen            |               |           |        |
| Sina Frei         | Cross-Country | 1:16:57 h | Silber |
| Linda Indergand   | Cross-Country | 1:17:05 h | Bronze |
| Jolanda Neff      | Cross-Country | 1:15.46 h | Gold   |
| Männer            |               |           |        |
| Filippo Colombo   | Cross-Country | 1:28:04 h | 12     |
| Mathias Flückiger | Cross-Country | 1:25:34 h | Silber |
| Nino Schurter     | Cross-Country | 1:25:56 h | 4      |

#### Strassenradsport
| Athleten       | Wettbewerb       | Zeit         | Rang   |
| -------------- | ---------------- | ------------ | ------ |
| Frauen         |                  |              |        |
| Marlen Reusser | Strassenrennen   | 4:02:16 h    | 46     |
| Marlen Reusser | Einzelzeitfahren | 31:09,96 min | Silber |
| Männer         |                  |              |        |
| Marc Hirschi   | Strassenrennen   | 6:11:46 h    | 25     |
| Stefan Küng    | Strassenrennen   | 6:15:38 h    | 40     |
| Gino Mäder     | Strassenrennen   | 6:21:46 h    | 74     |
| Michael Schär  | Strassenrennen   | 6:13:17 h    | 31     |
| Stefan Küng    | Einzelzeitfahren | 56:08,49 min | 4      |

### Reiten
Über die Weltreiterspiele 2018 hatte sich die schweizerische Mannschaft bereits für eine Disziplin im Reitsport (Springreiten) qualifiziert. Somit standen der Schweizer Delegation auch im Einzelwettbewerb drei Startplätze bereits zu.

#### Dressurreiten
| Athleten          | Wettbewerb | Prozent    | Prozent    | Prozent      | Prozent       | Rang |
| Athleten          | Wettbewerb | Grand Prix | GP Spécial | Durchschnitt | GP Kür        | Rang |
| ----------------- | ---------- | ---------- | ---------- | ------------ | ------------- | ---- |
| Estelle Wettstein | Einzel     | 67,748     | –          | –            | ausgeschieden | 41   |

#### Springreiten
| Athleten                                  | Wettbewerb | Strafpunkte   | Strafpunkte   | Strafpunkte   | Rang |
| Athleten                                  | Wettbewerb | Qualifikation | Final         | Final         | Rang |
| Athleten                                  | Wettbewerb | Qualifikation | Umlauf        | Stechen       | Rang |
| ----------------------------------------- | ---------- | ------------- | ------------- | ------------- | ---- |
| Martin Fuchs                              | Einzel     | 0,00          | 8,00          | –             | 16   |
| Steve Guerdat                             | Einzel     | 4,00          | ausgeschieden | ausgeschieden | 31   |
| Beat Mändli                               | Einzel     | 1,00          | RT            | –             | 26   |
| Bryan Balsiger Martin Fuchs Steve Guerdat | Mannschaft | 10,00         | 28,00         | –             | 5    |

#### Vielseitigkeitsreiten
| Athleten                             | Wettbewerb | Minuspunkte Dressur | Minuspunkte Gelände | Minuspunkte Springen | Minuspunkte Springen | Minuspunkte Gesamt | Rang          |
| ------------------------------------ | ---------- | ------------------- | ------------------- | -------------------- | -------------------- | ------------------ | ------------- |
| Robin Godel                          | Einzel     | 36,40               | DNF                 | ausgeschieden        | ausgeschieden        | ausgeschieden      | ausgeschieden |
| Mélody Johner                        | Einzel     | 36,10               | 36,50               | 0,00                 | 13,20                | 49,70              | 17            |
| Felix Vogg                           | Einzel     | 26,70               | 38,50               | 8,00                 | 5,20                 | 51,70              | 19            |
| Robin Godel Mélody Johner Felix Vogg | Mannschaft | 99,20               | 311,40              | 8,00                 |                      | 339,40             | 10            |

### Ringen

#### Freier Stil
Legende: G = Gewonnen, V = Verloren, S = Schultersieg
| Athleten         | Wettbewerb       | Achtelfinal      | Achtelfinal | Viertelfinal | Viertelfinal | Halbfinal     | Halbfinal     | Hoffnungsrunde Halbfinal | Hoffnungsrunde Halbfinal | Hoffnungsrunde Final | Hoffnungsrunde Final | Final         | Final         | Rang |
| Athleten         | Wettbewerb       | Gegner           | Ergebnis    | Gegner       | Ergebnis     | Gegner        | Ergebnis      | Gegner                   | Ergebnis                 | Gegner               | Ergebnis             | Gegner        | Ergebnis      | Rang |
| ---------------- | ---------------- | ---------------- | ----------- | ------------ | ------------ | ------------- | ------------- | ------------------------ | ------------------------ | -------------------- | -------------------- | ------------- | ------------- | ---- |
| Freistil Männer  |                  |                  |             |              |              |               |               |                          |                          |                      |                      |               |               |      |
| Stefan Reichmuth | Klasse bis 86 kg | F. Benferdjallah | G 6:2       | H. Yazdani   | V 1:12       | ausgeschieden | ausgeschieden | J. Shapiyev              | V 2:5                    | ausgeschieden        | ausgeschieden        | ausgeschieden | ausgeschieden | 8    |

### Rudern
| Frauen                                                 |                             |             |   |               |             |   |               |             |   |         |             |   |   |
| Jeannine Gmelin                                        | Einer                       | 7:47,20 min | 2 | Viertelfinal  | 8:02,10 min | 2 | Halbfinal A/B | 7:25,80 min | 2 | A-Final | 7:20,91 min | 5 | 5 |
| Patricia Merz Frédérique Rol                           | Leichtgewichts-Doppelzweier | 7:08,66 min | 4 | Hoffnungslauf | 7:22,02 min | 1 | Halbfinal     | 6:48,02 min | 4 | B-Final | 6:39,16 min | 1 | 7 |
| Männer                                                 |                             |             |   |               |             |   |               |             |   |         |             |   |   |
| Barnabé Delarze Roman Röösli                           | Doppelzweier                | 6:11,24 min | 2 | Halbfinal     | -           | - | -             | 6:25,89 min | 3 | A-Final | 6:09,05 min | 5 | 5 |
| Andrin Gulich Paul Jacquot Markus Kessler Joel Schürch | Vierer ohne Steuermann      | 6:04,09 min | 4 | Hoffnungslauf | 6:27,80 min | 5 | B-Final       | —           | — | —       | 6:02,32 min | 3 | 9 |

### Schiessen
| Athleten              | Wettbewerb                                 | Qualifikation   | Qualifikation | Final           | Final         | Ringe/ Scheiben | Rang   |
| Athleten              | Wettbewerb                                 | Ringe/ Scheiben | Rang          | Ringe/ Scheiben | Rang          | Ringe/ Scheiben | Rang   |
| --------------------- | ------------------------------------------ | --------------- | ------------- | --------------- | ------------- | --------------- | ------ |
| Frauen                |                                            |                 |               |                 |               |                 |        |
| Nina Christen         | 10 m Luftgewehr                            | 628,5           | 7             | 230,6           | 3             | 230,6           | Bronze |
| Nina Christen         | 50 m Kleinkalibergewehr Dreistellungskampf | 1174            | 6             | 463,9           | 1             | 463,9           | Gold   |
| Heidi Diethelm Gerber | 10 m Luftpistole                           | 569             | 28            | ausgeschieden   | ausgeschieden | 569             | 28     |
| Heidi Diethelm Gerber | 25 m Sportpistole                          | 579             | 22            | ausgeschieden   | ausgeschieden | 579             | 22     |

### Schwimmen
| Athleten                                             | Wettbewerb          | Vorlauf     | Vorlauf | Halbfinal     | Halbfinal     | Final         | Final         | Rang   |
| Athleten                                             | Wettbewerb          | Zeit        | Rang    | Zeit          | Rang          | Zeit          | Rang          | Rang   |
| ---------------------------------------------------- | ------------------- | ----------- | ------- | ------------- | ------------- | ------------- | ------------- | ------ |
| Frauen                                               |                     |             |         |               |               |               |               |        |
| Maria Ugolkova                                       | 100 m Freistil      | 54,86 s     | 26      | ausgeschieden | ausgeschieden | ausgeschieden | ausgeschieden | 26     |
| Lisa Mamié                                           | 100 m Brust         | 1:06,76 min | 13      | 1:07,41 min   | 15            | ausgeschieden | ausgeschieden | 15     |
| Lisa Mamié                                           | 200 m Brust         | 2:23,91 min | 14      | 2:25,11 min   | 14            | ausgeschieden | ausgeschieden | 14     |
| Maria Ugolkova                                       | 100 m Schmetterling | 58,22 s     | 17      | ausgeschieden | ausgeschieden | ausgeschieden | ausgeschieden | 17     |
| Maria Ugolkova                                       | 200 m Lagen         | 2:10,04 min | 5       | 2:10,65 min   | 9             | ausgeschieden | ausgeschieden | 9      |
| Männer                                               |                     |             |         |               |               |               |               |        |
| Roman Mityukov                                       | 100 m Freistil      | 48,43 s     | 15      | 48,53 s       | 16            | ausgeschieden | ausgeschieden | 16     |
| Antonio Djakovic                                     | 200 m Freistil      | 1:46,3 min  | 15      | 1:45,92 min   | 11            | ausgeschieden | ausgeschieden | 11     |
| Antonio Djakovic                                     | 400 m Freistil      | 3:45,82 min | 9       | ausgeschieden | ausgeschieden | ausgeschieden | ausgeschieden | 9      |
| Jérémy Desplanches                                   | 100 m Brust         | 1:00,29 min | 28      | ausgeschieden | ausgeschieden | ausgeschieden | ausgeschieden | 28     |
| Noè Ponti                                            | 100 m Schmetterling | 54,21 s     | 5       | 50,76 s       | 3             | 50,74 s       | 3             | Bronze |
| Noè Ponti                                            | 200 m Schmetterling | 1:55,05 min | 5       | 1:55,37 min   | 10            | ausgeschieden | ausgeschieden | 10     |
| Jérémy Desplanches                                   | 200 m Lagen         | 1:56,89 min | 2       | 1:57,38 min   | 5             | 1:56,17 min   | 3             | Bronze |
| Nils Liess Noé Ponti Antonio Djakovic Roman Mityukov | 4 × 100 m Freistil  | 3:14,65 min | 14      | ausgeschieden | ausgeschieden | ausgeschieden | ausgeschieden | 14     |
| Nils Liess Noè Ponti Antonio Djakovic Roman Mityukov | 4 × 200 m Freistil  | 7:06,59 min | 6       | –             | –             | 7:06,12 min   | 6             | 6      |

### Segeln
| Athleten                          | Wettbewerb      | Qualifikation | Qualifikation | Medal Race    | Medal Race    | Punkte | Rang |
| Athleten                          | Wettbewerb      | Punkte        | Rang          | Punkte        | Rang          | Punkte | Rang |
| --------------------------------- | --------------- | ------------- | ------------- | ------------- | ------------- | ------ | ---- |
| Frauen                            |                 |               |               |               |               |        |      |
| Maud Jayet                        | Laser Radial    | 163           | 19            | ausgeschieden | ausgeschieden | 163    | 19   |
| Linda Fahrni Maja Siegenthaler    | 470er           | 62            | 6             | 2             | 1             | 64     | 4    |
| Männer                            |                 |               |               |               |               |        |      |
| Mateo Sanz Lanz                   | Windsurfen RS:X | 94            | 8             | 6             | 6             | 100    | 8    |
| Sébastien Schneiter Lucien Cujean | 49er            | 123           | 14            | ausgeschieden | ausgeschieden | 123    | 14   |

### Sportklettern
| Athleten       | Wettbewerb             | Qualifikation | Qualifikation | Qualifikation | Qualifikation | Qualifikation | Final         | Final         | Final         | Final         | Final         | Rang |
| Athleten       | Wettbewerb             | Speed         | Bouldern      | Lead          | Punkte        | Rang          | Speed         | Bouldern      | Lead          | Punkte        | Rang          | Rang |
| -------------- | ---------------------- | ------------- | ------------- | ------------- | ------------- | ------------- | ------------- | ------------- | ------------- | ------------- | ------------- | ---- |
| Frauen         |                        |               |               |               |               |               |               |               |               |               |               |      |
| Petra Klingler | Olympische Kombination | 10            | 10            | 14            | 1400          | 16            | ausgeschieden | ausgeschieden | ausgeschieden | ausgeschieden | ausgeschieden | 16   |

### Tennis
Roger Federer hatte sich für das Herren-Einzel qualifiziert, sagte jedoch seine Teilnahme aus gesundheitlichen Gründen ab.
| Athleten                         | Wettbewerb | 1. Runde                 | 1. Runde          | 2. Runde | 2. Runde | Achtelfinal                     | Achtelfinal      | Viertelfinal         | Viertelfinal  | Halbfinal               | Halbfinal      | Final                        | Final              |
| Athleten                         | Wettbewerb | Gegner                   | Ergebnis          | Gegner   | Ergebnis | Gegner                          | Ergebnis         | Gegner               | Ergebnis      | Gegner                  | Ergebnis       | Gegner                       | Ergebnis           |
| -------------------------------- | ---------- | ------------------------ | ----------------- | -------- | -------- | ------------------------------- | ---------------- | -------------------- | ------------- | ----------------------- | -------------- | ---------------------------- | ------------------ |
| Frauen                           |            |                          |                   |          |          |                                 |                  |                      |               |                         |                |                              |                    |
| Belinda Bencic                   | Einzel     | J. Pegula                | 6:3, 6:3          | M. Doi   | 6:2, 6:4 | B. Krejčíková                   | 1:6, 6:2, 6:3    | A. Pawljutschenkowa  | 6:0, 3:6, 6:3 | J. Rybakina             | 7:65, 4:6, 6:3 | M. Vondroušová               | 7:5, 2:6, 6:3 Gold |
| Viktorija Golubic                | Einzel     | M. C. Osorio Serrano     | 6:4, 6:1          | N. Ōsaka | 3:6, 2:6 | ausgeschieden                   | ausgeschieden    | ausgeschieden        | ausgeschieden | ausgeschieden           | ausgeschieden  | ausgeschieden                | ausgeschieden      |
| Belinda Bencic Viktorija Golubic | Doppel     | S. Aoyama / E. Shibahara | 6:4, 6:75, [10:5] | —        | —        | G. Muguruza / C. Suárez Navarro | 3:6, 6:1, [11:9] | E. Perez / S. Stosur | 6:4, 6:4      | L. Pigossi / L. Stefani | 7:5, 6:3       | B. Krejčíková / K. Siniaková | 5:7, 1:6 Silber    |

### Tischtennis
| Athleten     | Wettbewerb | 1. Runde  | 1. Runde | 2. Runde | 2. Runde | 3. Runde | 3. Runde | Achtelfinal   | Achtelfinal   | Viertelfinal  | Viertelfinal  | Halbfinal     | Halbfinal     | Final/Platz 3 | Final/Platz 3 | Rang |
| Athleten     | Wettbewerb | Gegner    | Erg.     | Gegner   | Erg.     | Gegner   | Erg.     | Gegner        | Erg.          | Gegner        | Erg.          | Gegner        | Erg.          | Gegner        | Erg.          | Rang |
| ------------ | ---------- | --------- | -------- | -------- | -------- | -------- | -------- | ------------- | ------------- | ------------- | ------------- | ------------- | ------------- | ------------- | ------------- | ---- |
| Frauen       |            |           |          |          |          |          |          |               |               |               |               |               |               |               |               |      |
| Rachel Moret | Einzel     | J. Yamada | 4:2      | G. Póta  | 4:1      | Chen M.  | 0:4      | ausgeschieden | ausgeschieden | ausgeschieden | ausgeschieden | ausgeschieden | ausgeschieden | ausgeschieden | ausgeschieden | 17   |

### Triathlon
| Athleten                                                 | Wettbewerb | Zeit      | Rang |
| -------------------------------------------------------- | ---------- | --------- | ---- |
| Frauen                                                   |            |           |      |
| Jolanda Annen                                            | Einzel     | 2:01:31 h | 19   |
| Nicola Spirig                                            | Einzel     | 1:58:05 h | 6    |
| Männer                                                   |            |           |      |
| Andrea Salvisberg                                        | Einzel     | 1:47:25 h | 22   |
| Max Studer                                               | Einzel     | 1:46:06 h | 9    |
| Mixed                                                    |            |           |      |
| Jolanda Annen Andrea Salvisberg Nicola Spirig Max Studer | Staffel    | 1:25:27 h | 7    |

### Turnen

#### Kunstturnen
| Athleten                                                     | Wettbewerb           | Qualifikation | Qualifikation | Final         | Final         | Rang |
| Athleten                                                     | Wettbewerb           | Punkte        | Rang          | Punkte        | Rang          | Rang |
| ------------------------------------------------------------ | -------------------- | ------------- | ------------- | ------------- | ------------- | ---- |
| Frauen                                                       |                      |               |               |               |               |      |
| Giulia Steingruber                                           | Boden                | 13,300        | 23            | ausgeschieden | ausgeschieden | 23   |
| Giulia Steingruber                                           | Schwebebalken        | 12,600        | 47            | ausgeschieden | ausgeschieden | 47   |
| Giulia Steingruber                                           | Sprung               | 14,566        | 10            | ausgeschieden | ausgeschieden | 10   |
| Giulia Steingruber                                           | Stufenbarren         | 12,800        | 53            | ausgeschieden | ausgeschieden | 53   |
| Giulia Steingruber                                           | Mehrkampf Einzel     | 53,533        | 30            | 53,366        | 15            | 15   |
| Männer                                                       |                      |               |               |               |               |      |
| Christian Baumann                                            | Barren               | 15,200        | 13            | ausgeschieden | ausgeschieden | 13   |
| Pablo Brägger                                                | Barren               | 15,066        | 18            | ausgeschieden | ausgeschieden | 18   |
| Benjamin Gischard                                            | Barren               | 13,800        | 50            | ausgeschieden | ausgeschieden | 50   |
| Eddy Yusof                                                   | Barren               | 14,700        | 26            | ausgeschieden | ausgeschieden | 26   |
| Christian Baumann                                            | Boden                | 13,833        | 30            | ausgeschieden | ausgeschieden | 30   |
| Pablo Brägger                                                | Boden                | 14,133        | 22            | ausgeschieden | ausgeschieden | 22   |
| Benjamin Gischard                                            | Boden                | 14,266        | 19            | ausgeschieden | ausgeschieden | 19   |
| Eddy Yusof                                                   | Boden                | 13,500        | 46            | ausgeschieden | ausgeschieden | 46   |
| Christian Baumann                                            | Pauschenpferd        | 12,700        | 57            | ausgeschieden | ausgeschieden | 57   |
| Pablo Brägger                                                | Pauschenpferd        | 13,566        | 33            | ausgeschieden | ausgeschieden | 33   |
| Benjamin Gischard                                            | Pauschenpferd        | 13,833        | 24            | ausgeschieden | ausgeschieden | 24   |
| Eddy Yusof                                                   | Pauschenpferd        | 12,466        | 60            | ausgeschieden | ausgeschieden | 60   |
| Christian Baumann                                            | Reck                 | 12,566        | 59            | ausgeschieden | ausgeschieden | 59   |
| Pablo Brägger                                                | Reck                 | 12,600        | 58            | ausgeschieden | ausgeschieden | 58   |
| Benjamin Gischard                                            | Reck                 | 13,100        | 43            | ausgeschieden | ausgeschieden | 43   |
| Eddy Yusof                                                   | Reck                 | 13,366        | 34            | ausgeschieden | ausgeschieden | 34   |
| Christian Baumann                                            | Ringe                | 13,766        | 29            | ausgeschieden | ausgeschieden | 29   |
| Pablo Brägger                                                | Ringe                | 13,466        | 39            | ausgeschieden | ausgeschieden | 39   |
| Benjamin Gischard                                            | Ringe                | 13,333        | 46            | ausgeschieden | ausgeschieden | 46   |
| Eddy Yusof                                                   | Ringe                | 13,533        | 38            | ausgeschieden | ausgeschieden | 38   |
| Christian Baumann                                            | Sprung               | DNS           | DNS           | ausgeschieden | ausgeschieden | -    |
| Pablo Brägger                                                | Sprung               | DNS           | DNS           | ausgeschieden | ausgeschieden | -    |
| Benjamin Gischard                                            | Sprung               | DNS           | DNS           | ausgeschieden | ausgeschieden | -    |
| Eddy Yusof                                                   | Sprung               | DNS           | DNS           | ausgeschieden | ausgeschieden | -    |
| Christian Baumann                                            | Mehrkampf Einzel     | 81,631        | 33            | ausgeschieden | ausgeschieden | 33   |
| Pablo Brägger                                                | Mehrkampf Einzel     | 81,564        | 35            | ausgeschieden | ausgeschieden | 35   |
| Benjamin Gischard                                            | Mehrkampf Einzel     | 82,498        | 26            | 82,732        | 13            | 13   |
| Eddy Yusof                                                   | Mehrkampf Einzel     | 81,898        | 31            | 81,732        | 16            | 16   |
| Christian Baumann Pablo Brägger Benjamin Gischard Eddy Yusof | Mehrkampf Mannschaft | 249,193       | 7             | 250,927       | 6             | 6    |

### Wasserspringen
| Athleten          | Wettbewerb        | Vorkampf | Vorkampf | Halbfinal | Halbfinal | Final  | Final | Rang |
| Athleten          | Wettbewerb        | Punkte   | Rang     | Punkte    | Rang      | Punkte | Rang  | Rang |
| ----------------- | ----------------- | -------- | -------- | --------- | --------- | ------ | ----- | ---- |
| Frauen            |                   |          |          |           |           |        |       |      |
| Michelle Heimberg | Kunstspringen 3 m | 289,95   | 11       | 289,80    | 12        | 283,35 | 11    | 11   |